# Judith Furse
Pour les articles homonymes, voir Furse.
Judith Furse est une actrice britannique née le 4 mars 1912 à Camberley et morte le 29 août 1974 à Canterbury.

## Biographie
Judith Furse effectue sa scolarité à St Paul's Girls' School et étudie le théâtre à l'école Old Vic au début des années 30. Elle est célèbre notamment pour le rôle de Sœur Briony dans Le Narcisse noir (1947). Elle a fait ses études à la St Paul's Girls' School et a étudié le théâtre à l'Old Vic au début des années 1930. À la fin de cette décennie, elle est devenue actrice de théâtre. L'un des premiers rôles de Judith Furse au cinéma a été celui de Sister Briony dans Black Narcissus (1947). Elle était connue pour son allure lourde et quelque peu masculine, et a souvent été choisie pour jouer des types autoritaires tels que le méchant Docteur Crow dans Carry On Spying (1964),.

## Filmographie partielle
- 1939 : Au revoir Mr. Chips (Goodbye, Mr. Chips) de Sam Wood
- 1944 : A Canterbury Tale de Michael Powell et Emeric Pressburger
- 1947 : Le Narcisse noir (Black Narcissus) de Michael Powell et Emeric Pressburger
- 1949 : The Romantic Age d'Edmond T. Gréville
- 1951 : L'Ombre d'un homme (The Browning Version) d'Anthony Asquith
- 1951 : L'Homme au complet blanc (The Man in the White Suit) d'Alexander Mackendrick
- 1952 : Riley contre le vampire (Mother Riley Meets the Vampire) de John Gilling
- 1953 : Le Fond du problème (The Heart of the Matter) de George More O'Ferrall
- 1955 : Commando sur la Gironde (The Cockleshell Heroes) de José Ferrer
- 1957 : Fric-Fracs à gogo (Blue Murder at St Trinian's) de Frank Launder
- 1959 : Teddy Boys (Serious Charge) de Terence Young
- 1960 : Scent of Mystery de Jack Cardiff
- 1961 : Carry On Regardless de Gerald Thomas et Ralph Thomas
- 1964 : Carry on Cabby de Gerald Thomas
- 1964 : Agent Secret 0.0.0.H! contre Dr. Crow (Carry On Spying) de Gerald Thomas
- 1965 : Les Aventures amoureuses de Moll Flanders de Terence Young : Miss Glowber
- 1966 : Sky West and Crooked (en) de John Mills
- 1967 : Les Douze Salopards (The Dirty Dozen) de Robert Aldrich
- 1970 : L'Ange et le Démon (Twinky / Lola) de Richard Donner
- 1971 : Le Convoi sauvage (Man in the Wilderness) de Richard C. Sarafian
- 1972 : The Adventures of Barry McKenzie de Bruce Beresford